# Lymantria albescens
Lymantria albescens este o specie de molii din genul Lymantria, familia Lymantriidae, descrisă de Matsumura 1927 Conform Catalogue of Life specia Lymantria albescens nu are subspecii cunoscute.